# Francesco Usper
Francesco Usper (apellido real Spongia o Sponga) (1º de noviembre de 1561-febrero o marzo de 1641), fue un compositor y organista italiano nacido en Rovigno, Istria. Se estableció en Venecia antes de 1586 y se asoció con la confraternidad de San Juan Evangelista.
Pasó la mayor parte de su vida allí, empleado como organista y capellán de la iglesia adjunta de San Salvador, y oficial administrativo.
Usper estudió con Andrea Gabrieli y parece ser que se convirtió en un compositor reconocido: colaboró en la composición de una mísa de réquiem, luego extraviada, con Giovanni Battista Grillo y Claudio Monteverdi para el gran duque Cosme II de Médici, y estuvo empleado como organista suplente de San Marcos en 1622 y 1623. Aunque su música tiende al conservadurismo, mostró su habilidad para manejar con sensibilidad los estilos instrumentales que surgían a inicios del Siglo XVII.

## Obra
- 1595 Ricercari, et arie francese a quattro voci di Francesco Sponga
- 1604 Primo libro de' madrigali a cinque voci
- 1614 Messe e Salmi da concertasi nel Organi di Franceso Usper
- 1619 Compositioni Armoniche: Motetes, Sinfonías, Sonatas, Canzonas, y Caprichos para 1-8 voces
- 1624 Dos motetes
- 1627 Salmi Vespertini....